# Flavio Anicio Olibrio
Flavio Anicio Olibrio iunior (latino: Flavius Anicius Olybrius; fl. 526-546) fu un console dell'Impero bizantino.

## Biografia
Olibrio apparteneva alla nobile famiglia degli Anicii; fu console nel 526, con l'onore di essere sine collega ("senza collega"); ebbe il rango di patricius.
Si trovava a Roma quando Totila, re degli Ostrogoti, la conquistò (17 dicembre 546): assieme ad alcuni patrizi (tra cui Rufio Gennadio Probo Oreste e Flavio Anicio Massimo), si rifugiò nella Basilica di San Pietro in Vaticano, ma venne catturato e in seguito inviato in Italia meridionale.